# Полёт разборов
«Полёт разборов» — литературно-критический проект, основанный в сентябре 2014 года поэтами и культуртрегерами Борисом Кутенковым и Мариной Яуре и с тех пор ежемесячно проходящий как на московских площадках, так и на платформе Zoom. В рамках проекта критики в присутствии зрителей анализируют стихи современных поэтов, которые также участвуют в мероприятии и читают свои стихи. 
Иногда «Полёт разборов» становится площадкой для дискуссий о тенденциях современной поэзии, а иногда то ли это вообще теоретический семинар, то ли прикладная лаборатория литературной критики. Единственное, чего здесь нет, — это откровенной графомании.

Вполне риторический вопрос, нужно ли это самим авторам. Для любого из поэтов важно не только мнение узкого круга читателей (здесь-то все понятно, тебя будут только хвалить), но и профессиональных критиков.
Алексей Михеев (НГ EX-libris, приложение к «Независимой газете»)
Экспертами проекта в разные годы были: Ирина Роднянская, Валерий Шубинский, Данила Давыдов, Александр Скидан, Людмила Вязмитинова, Лев Оборин, Марина Кудимова, Андрей Тавров, Алексей Кубрик, Юрий Казарин, Ольга Балла, Евгений Никитин, Евгения Риц, Инга Кузнецова, Вадим Муратханов, Марина Гарбер, Надя Делаланд, Игорь Караулов, Андрей Пермяков, Евгений Абдуллаев, Константин Рубинский, Наталия Черных, Александр Марков, Юлия Подлубнова, Елена Зейферт и другие ведущие представители современной русской критики.

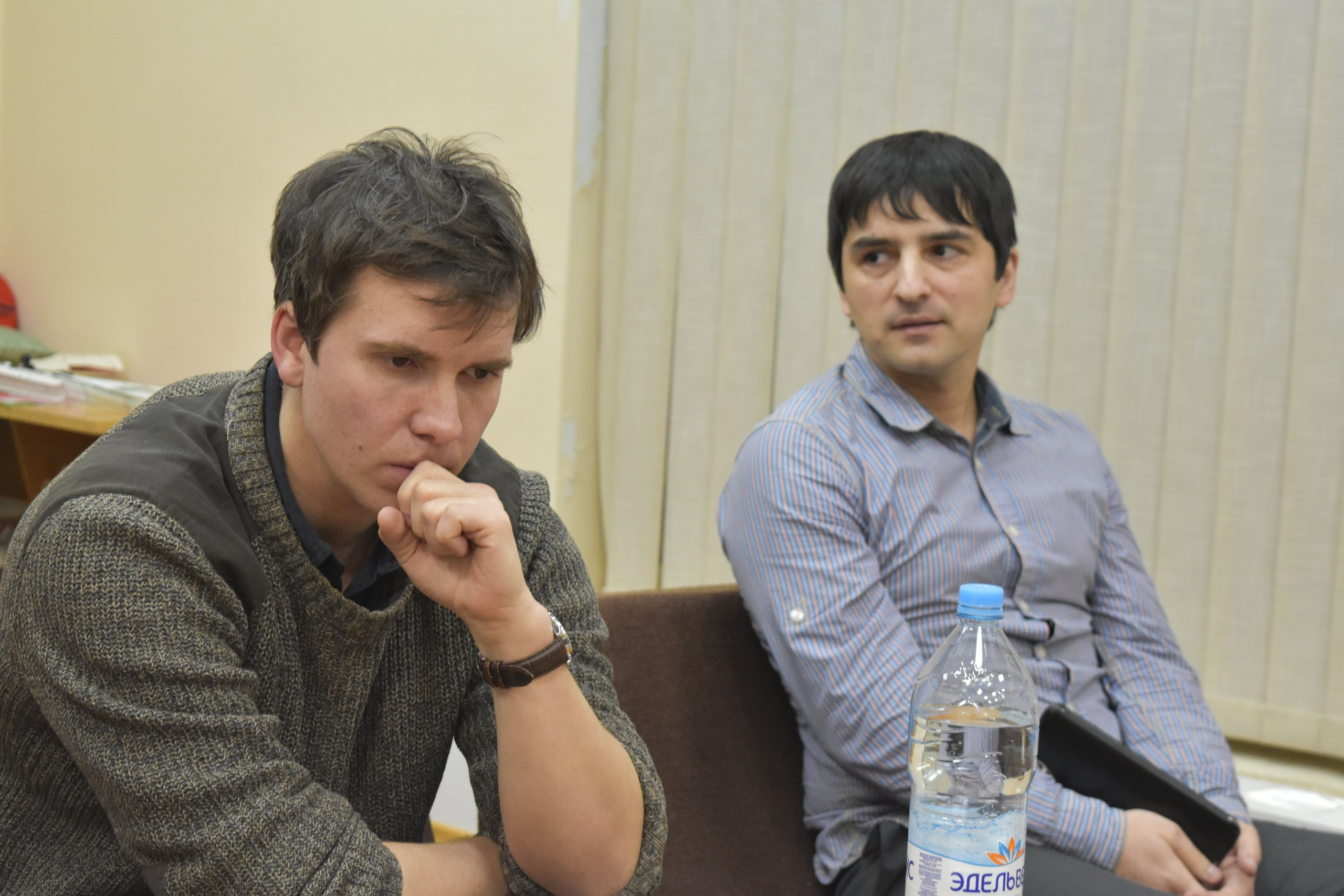
Полёт разборов, серия 23. Андрей Гришаев и Вадим Керамов. 26.02.2017

Среди героев обсуждений были: Герман Лукомников, Катя Капович, Андрей Гришаев, Света Литвак, Александр Переверзин, Дмитрий Гаричев, Ганна Шевченко, Екатерина Перченкова, Татьяна Данильянц, Анна Логвинова, Дана Курская, Евгения Баранова, Анна Долгарева, Иван Купреянов, Ольга Сульчинская, Клементина Ширшова, Ростислав Амелин, Михаил Бордуновский и другие поэты.
В настоящее время ведущими проекта являются Борис Кутенков, Людмила Вязмитинова и Ростислав Русаков. Стенограммы обсуждений и подборки участников публикуются в электронных журналах «Формаслов» и «Сетевая Словесность», а видеозаписи встреч — на платформе YouTube.

## История проекта
Основатель проекта Борис Кутенков вспоминает:
Все началось в сентябре 2014 года. В то время я пребывал в некотором межеумочном состоянии, как я это называю. Только-только закончил Литинститут. Признания профессионального сообщества еще не было, а семинарская среда меня уже не устраивала. Вместе с поэтом, литературтрегером Мариной Яуре мы проводили литературные круглые столы в Музее современной истории России и придумали «Полет разборов». Но вообще-то идея была не оригинальна. В Москве в 2007—2008 годах уже был подобный проект под названием «Критический минимум». Его авторы — поэт Андрей Коровин и директор Библиотеки имени Чехова Елена Пахомова — кураторы площадки «Классики XXI века». Студентом я был на этих «Минимумах» и помню, как там все строилось: критики заранее читали стихи поэта и выступали с их разбором. Потом проект как-то неожиданно закрылся, и я почувствовал, что мне его очень не хватает. Ведь вечера поэзии проводятся по большей части скучно: люди просто выходят и читают свои стихи. Не хватает дискуссионного пространства, экспертной оценки, отделения зерен от плевел. <…>
В сегодняшнем кризисе культурного перепроизводства поэту особенно необходима обратная связь. Нужно, чтобы пришел другой человек и сказал: ты интересен, ты можешь присутствовать в нынешнем литературном контексте.

Если поэт мне нравится и поддерживает связь, я его не оставляю и после «Полета разборов»: слежу за творчеством, помогаю с публикациями, рекомендую коллегам, приглашаю на мероприятия. Казанская поэтесса Анна Русс как-то сказала: «Современные поэты — их приходится отогревать». Многие просто вывешивают свои стихи в соцсетях, а в толстые журналы не отправляют, потому что там могут отнестись снобистски, послать куда подальше. Я никого не посылаю. Даже если поэт не проходит отбор на «Полет разборов», я с ним общаюсь, разбираю стихи, что-то советую.

## Пресса о проекте
«„Полет разборов“ — любопытный проект, позволяющий поэтам лицом к лицу поговорить о своих стихах с „критиками“ (в кавычках, потому что „критики“ здесь чаще всего — тоже поэты). Собственно это „лицом к лицу“ отличает данный проект от других, печатных или виртуальных, проектов и публикаций — аналитических статей, рецензий, откликов в соцсетях… Да, намеренное смещение в сторону мгновенной обратной связи, живого контакта, который, признаемся, требует определенной толики смелости от участников. Мне, сожалению или к счастью, проявлять эту смелость пришлось лишь условно, однако само публичное озвучивание „критического опуса“ — тоже не совсем обычное действо. Ведь критику, как и стихи, мы обычно читаем „про себя“ и в одиночестве. Поэтому, на мой взгляд, „Полет разборов“ дарит возможность проверить себя не только поэтам, но и тем, кто решается выступить в роли критика. Как и на поэзию, реакция на критику здесь мгновенна и достаточно пряма, и к этому тоже нужно быть готовым»

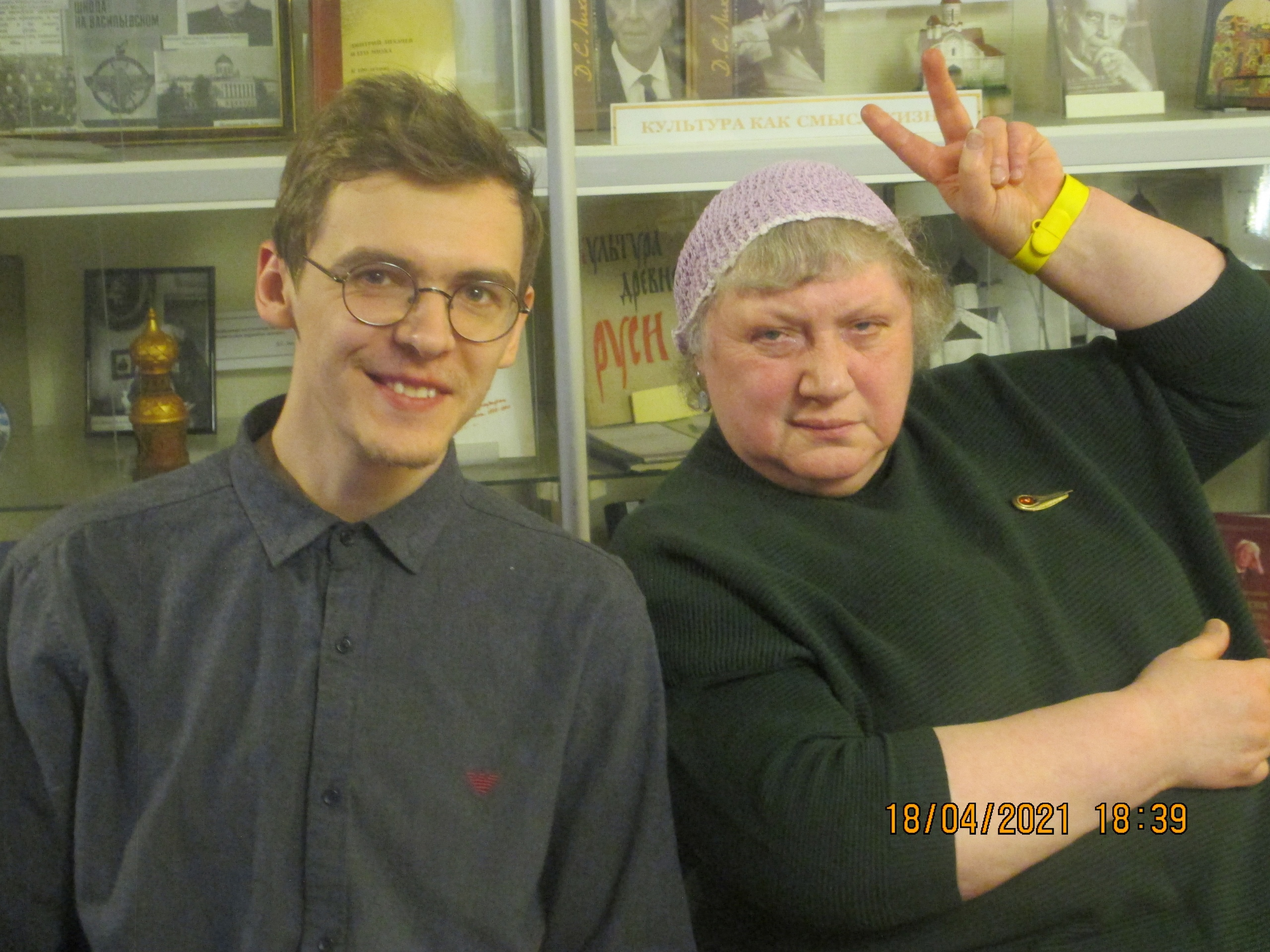
Соведущие проекта «Полёт разборов» Ростислав Русаков и Людмила Вязмитинова. 18.04.2021

Марина Гарбер, поэт, литературный критик.
Надо сказать, вечера «Полета разборов» — одни из немногих литературных мероприятий в Москве, на которые действительно приходит публика, и совершенно очевидно, что привлекает ее возможность послушать не только стихи, но и живой разговор о них — и стремление поучаствовать в этом разговоре. Со временем количество публики явно увеличивалось, и на этот раз в зал пришлось заносить дополнительные стулья.

Мнения критиков при обсуждении стихов, понятно, различались, временами — полярно. Главное же — радовал заданный ими уровень обсуждения, который на этот раз был очень высок.
Людмила Вязмитинова, литературный критик, культуртрегер, поэт.
«Полёт разборов» интересен как поле для плодотворных эстетических дискуссий. Когда критики высказывают аргументированные, но различные, подчас взаимно полярные точки зрения, становится ясно, что произведение не равно тексту. Текст — смысловая последовательность знаков на белом листе, а произведение многомерно и предрасположено к различным прочтениям. Их подчас полемическое взаимодействие составляет ещё одну — в хорошем смысле — интригу «Полёта».
Василий Геронимус, литературовед, кандидат филологических наук.